# Municipio de Cedar (condado de Boone)
El municipio de Cedar (en inglés: Cedar Township) es un municipio ubicado en el condado de Boone en el estado estadounidense de Misuri. En el año 2010 tenía una población de 4190 habitantes y una densidad poblacional de 27,37 personas por km².

## Geografía
El municipio de Cedar se encuentra ubicado en las coordenadas 38°42′55″N 92°15′58″O / 38.71528, -92.26611. Según la Oficina del Censo de los Estados Unidos, el municipio tiene una superficie total de 153.07 km², de la cual 149.01 km² corresponden a tierra firme y (2.65%) 4.06 km² es agua.

## Demografía
Según el censo de 2010, había 4190 personas residiendo en el municipio de Cedar. La densidad de población era de 27,37 hab./km². De los 4190 habitantes, el municipio de Cedar estaba compuesto por el 97.11% blancos, el 0.88% eran afroamericanos, el 0.29% eran amerindios, el 0.53% eran asiáticos, el 0.02% eran isleños del Pacífico, el 0.21% eran de otras razas y el 0.95% pertenecían a dos o más razas. Del total de la población el 1.5% eran hispanos o latinos de cualquier raza.